# Aporosa fulvovittata
Aporosa fulvovittata är en emblikaväxtart som beskrevs av Heinrich Wilhelm Schott. Aporosa fulvovittata ingår i släktet Aporosa och familjen emblikaväxter. Inga underarter finns listade i Catalogue of Life.